# Michel Sabbah
Noi siamo capaci di amare e di fabbricare la giustizia, per noi e per gli altri»
(Michel Sabbah, 11 aprile 2006)
Michel Sabbah (in arabo ميشيل صباح) (Nazareth, 19 marzo 1933) è un patriarca cattolico palestinese con cittadinanza israeliana; è il primo arabo ad essere stato nominato patriarca latino di Gerusalemme.

## Biografia

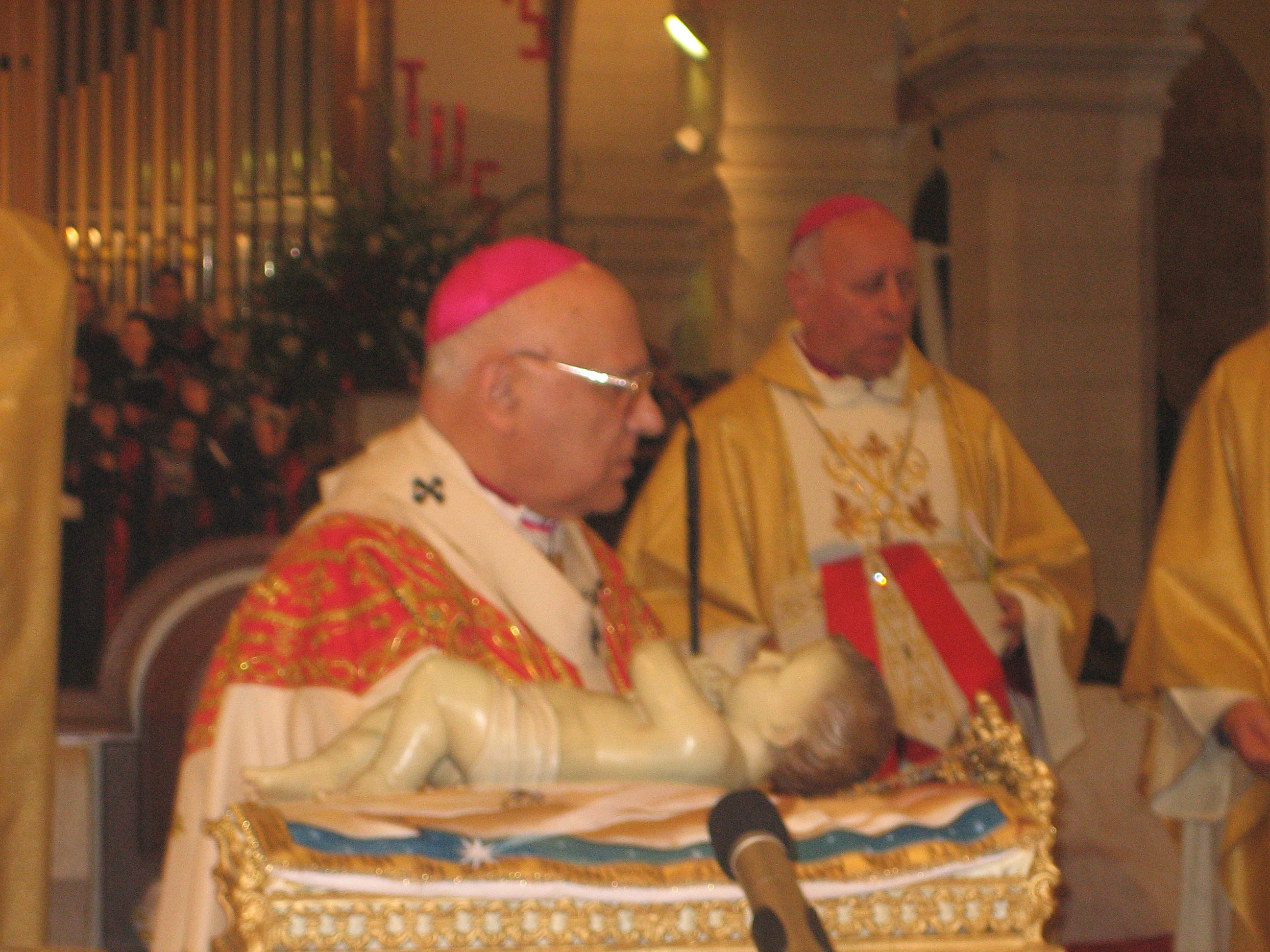
Messa di mezzanotte di Natale a Betlemme celebrata dalla Sua beatitudine il patriarca Sabbah Michaele.

Nato a Nazaret il 19 marzo 1933, entrò nel 1943 nel seminario minore di Beit Jala. Fu ordinato sacerdote il 29 giugno 1955, a 22 anni.
Conseguì la laurea in filologia della lingua araba a Beirut e il dottorato in filosofia alla Sorbona di Parigi. Fu preside di facoltà all'Università di Betlemme.
Parroco dal 1971 ad Amman alla chiesa di Cristo Re, fu consacrato patriarca di Gerusalemme dei Latini il 6 gennaio 1988 da Giovanni Paolo II, primo palestinese a essere nominato a tale carica.
Più volte in Italia per motivi culturali e pastorali, il 26 febbraio 2006 visitò la città di Sansepolcro, sostando in preghiera nell'oratorio di San Rocco, dove si conserva una riproduzione del Santo Sepolcro di Gerusalemme, e presiedendo la celebrazione eucaristica nella basilica concattedrale. La visita avviò un dialogo tra la Chiesa locale e quella di Gerusalemme, sfociato poi nella stipula di un formale atto di gemellaggio nel settembre 2010.
Tra gli incarichi religiosi:
- presidente della Conferenza episcopale dei vescovi latini della regione araba;
- presidente dell'Assemblea degli ordinari cattolici della Terra santa;
- presidente di Pax Christi International (1999-2007).

Fu anche gran priore dell'Ordine Equestre del Santo Sepolcro di Gerusalemme.
Il 19 marzo 2008 rassegnò le dimissioni per sopraggiunti limiti d'età e divenne patriarca emerito. Gli succedette l'arcivescovo coadiutore Fouad Twal.

## Genealogia episcopale e successione apostolica
La genealogia episcopale è:
- Cardinale Scipione Rebiba
- Cardinale Giulio Antonio Santori
- Cardinale Girolamo Bernerio, O.P.
- Arcivescovo Galeazzo Sanvitale
- Cardinale Ludovico Ludovisi
- Cardinale Luigi Caetani
- Cardinale Ulderico Carpegna

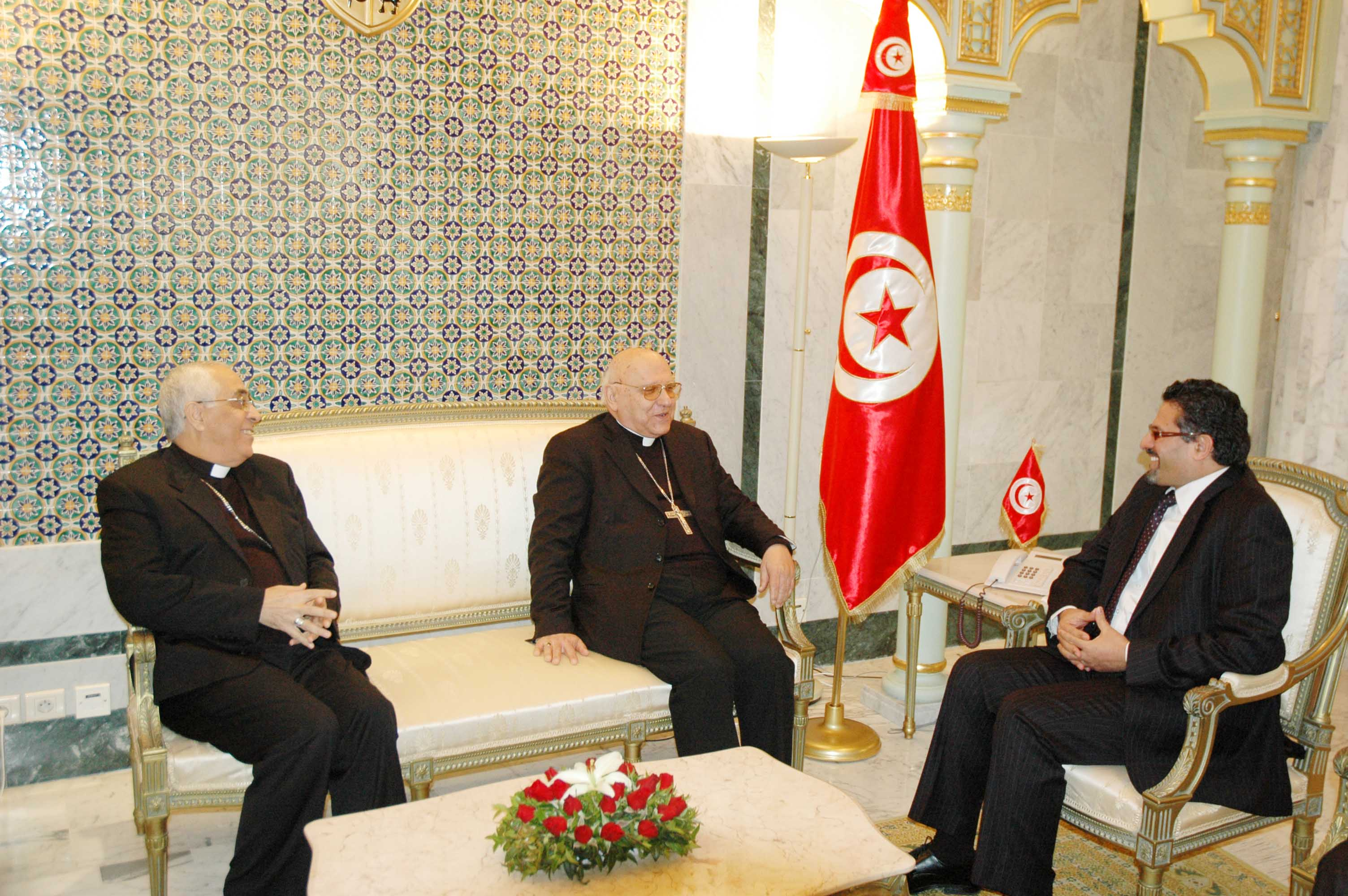
Sua beatitudine Sabbah al centro

- Cardinale Paluzzo Paluzzi Altieri degli Albertoni
- Papa Benedetto XIII
- Papa Benedetto XIV
- Papa Clemente XIII
- Cardinale Enrico Benedetto Stuart
- Papa Leone XII
- Cardinale Chiarissimo Falconieri Mellini
- Cardinale Camillo Di Pietro
- Cardinale Mieczysław Halka Ledóchowski
- Cardinale Jan Maurycy Paweł Puzyna de Kosielsko
- Arcivescovo Józef Bilczewski
- Arcivescovo Bolesław Twardowski
- Arcivescovo Eugeniusz Baziak
- Papa Giovanni Paolo II
- Patriarca Michel Sabbah

La successione apostolica è:
- Patriarca Fouad Twal (1992)
- Vescovo Kamal Hanna Bathish (1993)
- Vescovo Giacinto-Boulos Marcuzzo (1993)
- Vescovo Jean-Baptiste Gourion, O.S.B. (2003)
- Arcivescovo Maroun Elias Nimeh Lahham (2005)